# 礼文浜トンネル
礼文浜トンネル（れぶんはまトンネル）は、北海道の虻田郡にある北海道旅客鉄道（JR北海道）室蘭本線の鉄道トンネルである。

## 概要
1972年（昭和47年）6月に着工、1975年（昭和50年）10月に供用開始された。 

## 事故
1999年（平成11年）11月28日、礼文浜トンネル内にて天井から剥落したコンクリート塊により貨物列車の脱線事故が発生した。この事故を契機にJR北海道では毎年11月28日を「トンネル安全の日」と定め、2000年から礼文浜トンネル付近に建立した記念碑にて安全祈願を実施している。